# Tau Phoenicis
Désignations
Tau Phoenicis (en abrégé τ Phe) est une étoile de la constellation du Phénix. Elle est visible à l'œil nu dans de bonnes conditions avec une magnitude apparente de 5,70. D'après la mesure de sa parallaxe par le satellite Gaia, l'étoile est distante d'environ ∼ 490 a.l. (∼ 150 pc) de la Terre. Elle s'en éloigne à une vitesse radiale héliocentrique de +15 km/s.
Tau Phoenicis est une étoile géante jaune de type spectral G6/8III. Son rayon est environ quatorze fois plus grand que celui du Soleil et elle est 119 fois plus lumineuse que l'étoile du système solaire. Sa température de surface est de 5 078 K.